# Harry Micajah Daugherty
Harry Micajah Daugherty (Washington Court House, 26 gennaio 1860 – Columbus, 12 ottobre 1941) è stato un politico statunitense.

## Biografia
Fu il 52º procuratore generale degli Stati Uniti sotto i presidenti degli Stati Uniti d'America Warren Gamaliel Harding (29º presidente) e Calvin Coolidge (30º presidente).
Nato nello stato dell'Ohio studiò all'university of Michigan Law School. Quando lavorò per Harding fece parte dell'Ohio Gang (il gruppo di politici e industriali che collaborarono con lui).
Sposò Lucie Walker che morì nel 1924, da cui ebbe 3 figli, uno di loro morì nel 1930. Durante il suo ultimo anno di vita ebbe numerosi problemi di salute diventando cieco ad un occhio.